# آرامگاه شعیب نبی
بقعه شعیب نبی مربوط به دوره صفوی است و در شهرستان شوشتر، و چند كيلومترى شهر گوریه در روستاى شعيب نبى واقع شده و این اثر در تاریخ ۹ اردیبهشت ۱۳۸۲ با شمارهٔ ثبت ۸۳۶۴ به‌عنوان یکی از آثار ملی ایران به ثبت رسیده است.